# Sportclub Preußen 06 Münster 2016-2017
Questa voce raccoglie le informazioni riguardanti il Sportclub Preußen 06 Münster nelle competizioni ufficiali della stagione 2016-2017.

## Stagione
Nella stagione 2016-2017 il Preussen Münster, allenato da Horst Steffen, Cihan Tasdelen e Benno Möhlmann, concluse il campionato di 3. Liga al 9º posto.

## Rosa
| N. |                        | Ruolo | Calciatore                |
| -- | ---------------------- | ----- | ------------------------- |
| 1  | Germania (bandiera)    | P     | Patrick Drewes            |
| 2  | Francia (bandiera)     | D     | Stéphane Tritz            |
| 6  | Germania (bandiera)    | C     | Sandrino Braun-Schumacher |
| 8  | Germania (bandiera)    | C     | Michele Rizzi             |
| 9  | Turchia (bandiera)     | A     | Mirkan Aydin              |
| 11 | Germania (bandiera)    | A     | Tobias Rühle              |
| 12 | Turchia (bandiera)     | C     | Mehmet Kara               |
| 13 | Germania (bandiera)    | D     | Ole Kittner               |
| 15 | Germania (bandiera)    | D     | Simon Scherder            |
| 16 | Germania (bandiera)    | A     | Tobias Warschewski        |
| 17 | Azerbaigian (bandiera) | A     | Cihan Özkara              |
| 18 | Germania (bandiera)    | A     | Lennart Stoll             |
| 19 | Germania (bandiera)    | D     | Jannik Borgmann           |
| 20 | Germania (bandiera)    | C     | Philipp Hoffmann          |

| N. |                     | Ruolo | Calciatore          |
| -- | ------------------- | ----- | ------------------- |
| 21 | Germania (bandiera) | C     | Danilo Wiebe        |
| 22 | Turchia (bandiera)  | C     | Sinan Tekerci       |
| 23 | Germania (bandiera) | C     | Benjamin Schwarz    |
| 25 | Germania (bandiera) | D     | Lion Schweers       |
| 26 | Germania (bandiera) | D     | Sebastian Mai       |
| 29 | Germania (bandiera) | D     | Jeron Al-Hazaimeh   |
| 30 | Germania (bandiera) | D     | Denis Mangafic      |
| 35 | Germania (bandiera) | P     | Max Schulze Niehues |
| 36 | Polonia (bandiera)  | A     | Martin Kobylański   |
| 37 | Germania (bandiera) | C     | Christian Müller    |
| 38 | Germania (bandiera) | P     | Stephan Tantow      |
| 39 | Germania (bandiera) | A     | Adriano Grimaldi    |
|    | Germania (bandiera) | C     | Lokman Erdogan      |

## Organigramma societario
Area tecnica
- Allenatore: Benno Möhlmann
- Allenatore in seconda: Sreto Ristić
- Preparatore dei portieri: Carsten Nulle
- Preparatori atletici:

## Calciomercato

### Sessione estiva
| Acquisti | Acquisti                  | Acquisti           | Acquisti |
| R.       | Nome                      | da                 | Modalità |
| -------- | ------------------------- | ------------------ | -------- |
| D        | Jeron Al-Hazaimeh         | Sportfreunde Lotte |          |
| C        | Sandrino Braun-Schumacher | Kickers Stoccarda  |          |
| P        | Patrick Drewes            | Wil                |          |
| C        | Edisson Jordanov          | Kickers Stoccarda  |          |
| D        | Sebastian Mai             | Zwickau            |          |
| D        | Denis Mangafic            | FSV Francoforte    |          |
| C        | Michele Rizzi             | Sonnenhof G.       |          |
| A        | Tobias Rühle              | Sonnenhof G.       |          |
| C        | Sinan Tekerci             | Dinamo Dresda      |          |

| Cessioni | Cessioni                | Cessioni         | Cessioni |
| R.       | Nome                    | a                | Modalità |
| -------- | ----------------------- | ---------------- | -------- |
| A        | Abdenour Amachaibou     | Gießen           |          |
| P        | Marco Aulbach           | Magonza II       |          |
| D        | Marc Heitmeier          | FSV Francoforte  |          |
| A        | Rogier Krohne           | Emmen            |          |
| C        | Charles-Elie Laprévotte | Friburgo         |          |
| P        | Niklas Lomb             | Bayer Leverkusen |          |
| D        | Felix Müller            | Kickers Würzburg |          |
| D        | Chris Philipps          | Metz             |          |
| D        | Marco Pischorn          | SGV Freiberg     |          |
| A        | Marcel Reichwein        | Wolfsburg II     |          |

### Sessione invernale
| Acquisti | Acquisti          | Acquisti       | Acquisti |
| R.       | Nome              | da             | Modalità |
| -------- | ----------------- | -------------- | -------- |
| A        | Martin Kobylański | Lechia Danzica |          |
| A        | Mirkan Aydin      | Dalkurd        |          |
| C        | Christian Müller  | Sconosciuta    |          |

| Cessioni | Cessioni         | Cessioni      | Cessioni |
| R.       | Nome             | a             | Modalità |
| -------- | ---------------- | ------------- | -------- |
| C        | Edisson Jordanov | F91 Dudelange |          |
| C        | Amaury Bischoff  | Hansa Rostock |          |

## Risultati

### 3. Liga

#### Girone di andata
| Arbitro: | Aytekin |

|  |           |            |
|  | Marcatori | 23’ Savran |

| Arbitro: | Dietz |

|             |           |  |
| Jänicke 63’ | Marcatori |  |

| Arbitro: | Jöllenbeck |

|                     |           |              |
| Bischoff 75’ (rig.) | Marcatori | 20’ Bomheuer |

| Arbitro: | Hartmann |

|                      |           |  |
| Röser 5’ Jüllich 83’ | Marcatori |  |

| Arbitro: | Zorn |

|                |           |  |
| Weißenfels 65’ | Marcatori |  |

| Arbitro: | Stieler |

|                           |           |             |
| Pintol 43’ Baumgärtel 45’ | Marcatori | 4’ Grimaldi |

| Arbitro: | Gerach |

|                             |           |                                        |
| Weißenfels 27’ Grimaldi 47’ | Marcatori | 6’ (rig.) Beck 24’ Schiller 65’ Handke |

| Arbitro: | Brand |

|                                    |           |              |
| Stark 8’, 28’ Schleusener 51’, 89’ | Marcatori | 65’ Grimaldi |

| Arbitro: | Bacher |

|                                    |           |  |
| Grimaldi 12’, 49’ Tekerci 52’, 77’ | Marcatori |  |

| Arbitro: | Dietz |

|              |           |  |
| Kartalīs 16’ | Marcatori |  |

| Arbitro: | Siebert |

|                                     |           |                                |
| Warschewski 55’ Bischoff 87’ (rig.) | Marcatori | 9’ Schnellbacher 65’ Schäffler |

| Arbitro: | Winkmann |

|              |           |  |
| Rosinger 73’ | Marcatori |  |

| Arbitro: | Kempkes |

|                  |           |             |
| Rizzi 68’ (rig.) | Marcatori | 21’ Schwenk |

| Arbitro: | Petersen |

|  |           |             |
|  | Marcatori | 78’ Schwarz |

| Arbitro: | Sather |

|                                                              |           |  |
| Rizzi 15’ Erb 33’ (aut.) Warschewski 41’ Bischoff 60’ (rig.) | Marcatori |  |

| Arbitro: | Kornblum |

|  |           |                  |
|  | Marcatori | 23’ (rig.) Rizzi |

| Arbitro: | Schult |

|                 |           |  |
| Warschewski 52’ | Marcatori |  |

| Arbitro: | Stieler |

|  |           |           |
|  | Marcatori | 71’ Dedič |

| Arbitro: | Pfeifer |

|                              |           |                  |
| George 26’ Grüttner 76’, 82’ | Marcatori | 49’ (rig.) Rizzi |

#### Girone di ritorno
| Arbitro: | Dingert |

|                            |           |  |
| Wriedt 36’, 63’ Rüzgar 57’ | Marcatori |  |

| Arbitro: | Reichel |

|                                       |           |                      |
| Tekerci 11’ Aydin 53’ Warschewski 77’ | Marcatori | 85’ (rig.) Benyamina |

| Arbitro: | Skorczyk |

|                                    |           |                     |
| Schnellhardt 37’, 90’ Bomheuer 86’ | Marcatori | 46’, 70’ Kobylański |

| Arbitro: | Fritsch |

|                             |           |  |
| Grimaldi 12’ Aydin 45’, 64’ | Marcatori |  |

| Arbitro: | Mix |

|                                      |           |                 |
| Mörschel 33’ Klement 61’ Trümner 71’ | Marcatori | 74’ Al-Hazaimeh |

| Arbitro: | Stieler |

|           |           |           |
| Wiebe 58’ | Marcatori | 60’ Röser |

| Arbitro: | Heft |

|                 |           |  |
| Weil 67’ (rig.) | Marcatori |  |

| Arbitro: | Schütz |

|                            |           |          |
| Aydin 23’ (rig.) Rühle 88’ | Marcatori | 3’ Kader |

| Arbitro: | Osmanagic |

|  |           |              |
|  | Marcatori | 25’ Grimaldi |

| Arbitro: | Skorczyk |

|                                |           |               |
| Kobylański 12’ Al-Hazaimeh 62’ | Marcatori | 6’ Welzmüller |

| Arbitro: | Winkmann |

|           |           |  |
| Mayer 88’ | Marcatori |  |

| Arbitro: | Kempter |

|                 |           |  |
| Al-Hazaimeh 87’ | Marcatori |  |

| Kiel 9 aprile 2017, ore 14:00 CEST 32ª giornata | Holstein Kiel | 0 – 0 referto | Preußen Münster | Holstein-Stadion (6 749 spett.)\| Arbitro: \| Müller \| |
| Arbitro:                                        | Müller        |               |                 |                                                         |

| Arbitro: | Müller |

|                                              |           |                                |
| Al-Hazaimeh 2’ Grimaldi 12’, 39’ Tekerci 30’ | Marcatori | 63’ Pazurek 79’ (rig.) Dahmani |

| Erfurt 23 aprile 2017, ore 14:00 CEST 34ª giornata | Rot-Weiß Erfurt | 0 – 0 referto | Preußen Münster | Steigerwaldstadion (5 120 spett.)\| Arbitro: \| Schwermer \| |
| Arbitro:                                           | Schwermer       |               |                 |                                                              |

| Arbitro: | Schult |

|                                                                 |           |               |
| Kobylański 20’ Grimaldi 36’, 45’ Wachsmuth 41’ (aut.) Aydin 75’ | Marcatori | 69’ Wachsmuth |

| Arbitro: | Kornblum |

|  |           |                                      |
|  | Marcatori | 8’ Kobylański 65’ Rizzi 73’ Grimaldi |

| Arbitro: | Günsch |

|                   |           |  |
| van der Biezen 2’ | Marcatori |  |

| Arbitro: | Stegemann |

|  |           |                  |
|  | Marcatori | 83’ (rig.) Geipl |

## Statistiche

### Statistiche di squadra
| Competizione | Punti | In casa | In casa | In casa | In casa | In casa | In casa | In trasferta | In trasferta | In trasferta | In trasferta | In trasferta | In trasferta | Totale | Totale | Totale | Totale | Totale | Totale | DR |
| Competizione | Punti | G       | V       | N       | P       | Gf      | Gs      | G            | V            | N            | P            | Gf           | Gs           | G      | V      | N      | P      | Gf     | Gs     | DR |
| ------------ | ----- | ------- | ------- | ------- | ------- | ------- | ------- | ------------ | ------------ | ------------ | ------------ | ------------ | ------------ | ------ | ------ | ------ | ------ | ------ | ------ | -- |
| 3. Liga      | 51    | 19      | 11      | 4       | 4       | 37      | 17      | 19           | 4            | 2            | 13           | 12           | 26           | 38     | 15     | 6      | 17     | 49     | 43     | +6 |
| Totale       | 51    | 19      | 11      | 4       | 4       | 37      | 17      | 19           | 4            | 2            | 13           | 12           | 26           | 38     | 15     | 6      | 17     | 49     | 43     | +6 |

### Andamento in campionato
| Giornata  | 1  | 2  | 3  | 4  | 5  | 6  | 7  | 8  | 9  | 10 | 11 | 12 | 13 | 14 | 15 | 16 | 17 | 18 | 19 | 20 | 21 | 22 | 23 | 24 | 25 | 26 | 27 | 28 | 29 | 30 | 31 | 32 | 33 | 34 | 35 | 36 | 37 | 38 |
| --------- | -- | -- | -- | -- | -- | -- | -- | -- | -- | -- | -- | -- | -- | -- | -- | -- | -- | -- | -- | -- | -- | -- | -- | -- | -- | -- | -- | -- | -- | -- | -- | -- | -- | -- | -- | -- | -- | -- |
| Luogo     | C  | T  | C  | T  | C  | T  | C  | T  | C  | T  | C  | T  | C  | T  | C  | T  | C  | C  | T  | T  | C  | T  | C  | T  | C  | T  | C  | T  | C  | T  | C  | T  | C  | T  | C  | T  | T  | C  |
| Risultato | P  | P  | N  | P  | V  | P  | P  | P  | V  | P  | N  | P  | N  | V  | V  | V  | V  | P  | P  | P  | V  | P  | V  | P  | N  | P  | V  | V  | V  | P  | V  | N  | V  | N  | V  | V  | P  | P  |
| Posizione | 13 | 17 | 17 | 18 | 17 | 18 | 19 | 19 | 17 | 18 | 17 | 20 | 20 | 19 | 16 | 15 | 12 | 13 | 14 | 16 | 15 | 15 | 14 | 16 | 16 | 17 | 17 | 17 | 13 | 14 | 13 | 15 | 12 | 12 | 9  | 7  | 7  | 9  |

Legenda:

Luogo: C = Casa; T = Trasferta. Risultato: V = Vittoria; N = Pareggio; P = Sconfitta.

### Statistiche dei giocatori
| J. Al-Hazaimeh      | 30 | 4  | 8 | 0 |
| M. Aydin            | 14 | 5  | 0 | 0 |
| A. Bischoff         | 12 | 3  | 3 | 0 |
| J. Borgmann         | 0  | 0  | 0 | 0 |
| S. Braun-Schumacher | 16 | 0  | 3 | 1 |
| P. Drewes           | 3  | 0  | 0 | 0 |
| B. Eickhoff         | 1  | 0  | 1 | 0 |
| L. Erdogan          | 0  | 0  | 0 | 0 |
| A. Grimaldi         | 28 | 12 | 4 | 0 |
| P. Hoffmann         | 4  | 0  | 0 | 0 |
| E. Jordanov         | 12 | 0  | 1 | 0 |
| M. Kara             | 17 | 0  | 1 | 0 |
| O. Kittner          | 20 | 0  | 7 | 0 |
| M. Kobylański       | 16 | 5  | 0 | 0 |
| S. Mai              | 35 | 0  | 5 | 0 |
| D. Mangafic         | 8  | 0  | 1 | 1 |
| C. Müller           | 5  | 0  | 0 | 0 |
| M. Niehues          | 35 | 0  | 2 | 0 |
| M. Rizzi            | 37 | 5  | 7 | 0 |
| T. Rühle            | 36 | 1  | 4 | 0 |
| S. Scherder         | 0  | 0  | 0 | 0 |
| B. Schwarz          | 23 | 1  | 5 | 2 |
| L. Schweers         | 26 | 0  | 4 | 0 |
| L. Stoll            | 21 | 0  | 2 | 0 |
| S. Tantow           | 0  | 0  | 0 | 0 |
| S. Tekerci          | 31 | 4  | 9 | 0 |
| S. Tritz            | 31 | 0  | 6 | 0 |
| T. Warschewski      | 27 | 4  | 1 | 0 |
| J. Weißenfels       | 13 | 2  | 2 | 0 |
| D. Wiebe            | 20 | 1  | 6 | 1 |
| C. Özkara           | 5  | 0  | 0 | 0 |